# Klout
Klout è stato un servizio di social networking che offriva analisi statistiche personalizzate sui social media. 
Il servizio è stato chiuso il 25 maggio 2018. La notizia della cessazione delle attività è stata data da Lithium Technologies, oggi proprietaria del marchio.
Il servizio stimava l'influenza degli utenti nelle reti sociali attraverso il Klout score (da 0 a 100), ottenuto dal grado di interazione nei profili utente di siti popolari di social networking, tra cui Twitter, Facebook, Google+, Linkedin, Foursquare, Tumblr, Instagram, Pinterest, ecc. Questa influenza era ottenuta a partire dall'ampiezza del network dell'utente, il contenuto generato, e il livello di feedback ottenuto.